# Companhia de Dança Batsheva

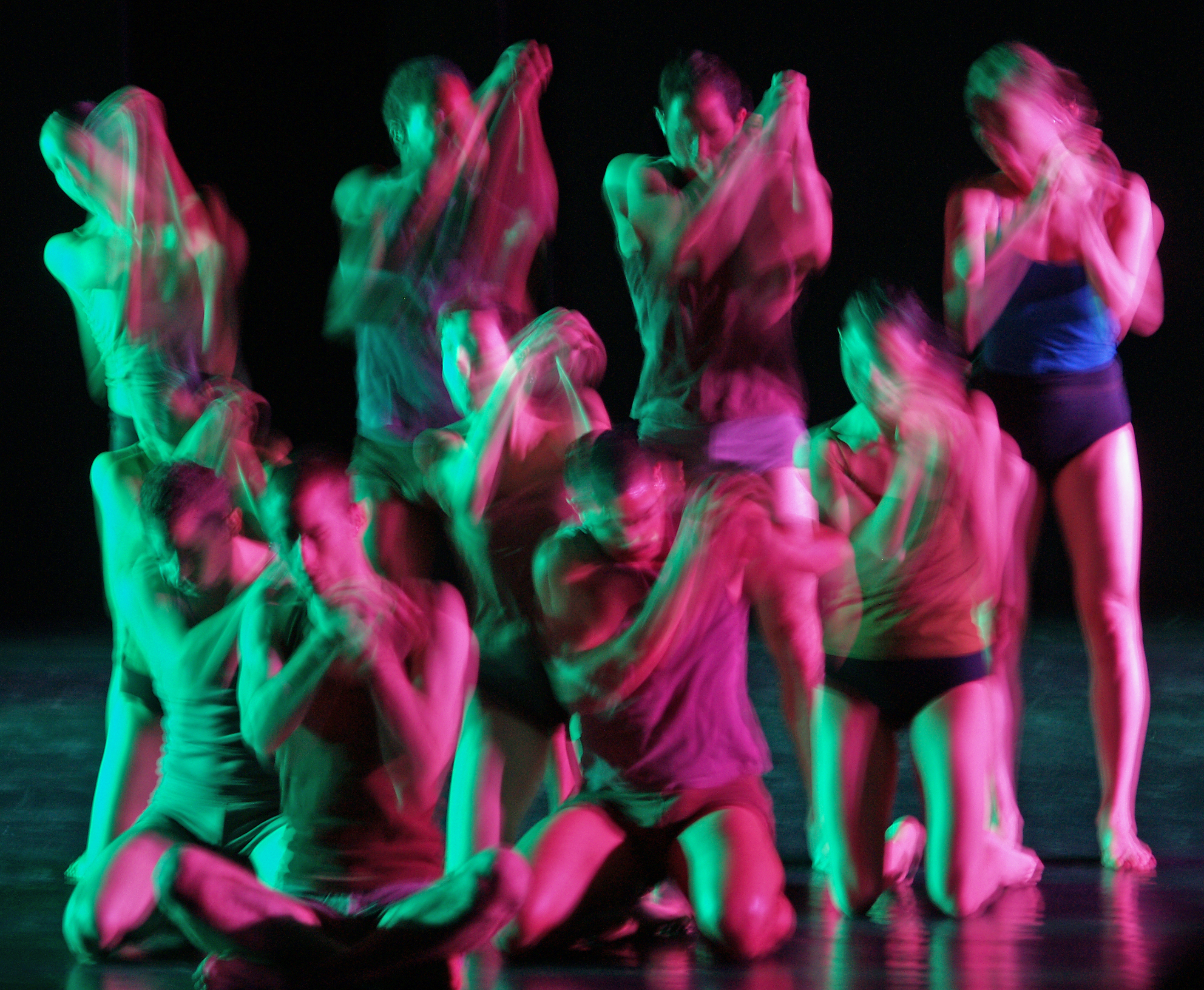

A Companhia de Dança Batsheva é uma companhia de dança israelense com base em Tel Aviv, Israel. Foi fundada por Martha Graham e a Baronesa Bethsabée de Rothschild em 1964.